# Har Zeved
Har Zeved (hebrejsky: הר זבד) je hora o nadmořské výšce 1006 metrů v severním Izraeli, v Horní Galileji.
Nachází se v centrální části masivu Har Meron, asi 2 kilometry jihozápadně od hlavního vrcholku masivu. Má podobu převážně odlesněné náhorní plošiny, která pak vybíhá na západní straně v úzký hřbet, na jehož konci stojí další boční vrchol Har Chesed (948 m n. m.). Svahy Har Zeved jsou hustě zalesněné. Terén spadá na severní straně prudce do údolí vádí Nachal Zeved, na jihozápadní straně je to údolí Nachal Admonit, na jihu údolí Nachal Kaziv.